# Blastobasis
Blastobasis is een geslacht van vlinders van de familie van de spaandermotten (Blastobasidae).

## Soorten
- B. acarta Meyrick, 1911
- B. acirfa Adamski, 2010
- B. acuta Bradley, 1958
- B. adustella Walsingham, 1894 - Donkere spaandermot
- B. aequivoca Meyrick, 1922
- B. albidella Rebel, 1928
- B. ampla (Dietz, 1900)
- B. anachasta Meyrick, 1931
- B. anthoptera Lower, 1907
- B. aphanes Zeller, 1877
- B. aphilodes Meyrick, 1918
- B. argillacea Walsingham, 1897
- B. arguta Meyrick, 1918
- B. athymopa Meyrick, 1932
- B. atlantella Zerny, 1935
- B. atmosema Meyrick, 1930
- B. atmozona Meyrick, 1939
- B. aynekiella Adamski, 2010
- B. bassii Sinev & Karsholt, 2004
- B. biceratala Park
- B. bilineatella Lucas, 1956
- B. byrsodepta Meyrick, 1913
- B. candidata Meyrick, 1922
- B. catappaella Adamski, 2010
- B. celaenephes Turner, 1947
- B. centralasiae Sinev, 2007
- B. cineracella Amsel, 1953
- B. citricolella Chambers, 1879
- B. coenomorpha Meyrick, 1931
- B. commendata Meyrick, 1922
- B. controversella Zeller, 1877
- B. cophodes Meyrick, 1918
- B. crassifica Meyrick, 1916
- B. crotospila Meyrick, 1926
- B. crypsimorpha Meyrick, 1922
- B. curta Meyrick, 1916
- B. chloroptris Meyrick, 1931
- B. chuka Adamski, 2010
- B. decolor Meyrick, 1907
- B. decolorella (Wollaston, 1858)
- B. desertarum (Wollaston, 1858)
- B. determinata Meyrick, 1921
- B. distinctella Dietz, 1910
- B. divisus (Walsingham, 1894)
- B. dyssema Turner, 1918
- B. egens Meyrick, 1918
- B. elgonae Adamski, 2010
- B. episema Turner, 1918
- B. ergastulella Zeller, 1877
- B. eridryas Meyrick, 1932
- B. eriobotryae Busck, 1915
- B. erydryas Meyrick, 1932
- B. evanescens Walsingham, 1901
- B. exclusa (Walsingham, 1908)
- B. explorata Meyrick, 1918
- B. extensa Meyrick, 1918
- B. fatigata Meyrick, 1914
- B. fidella (Dietz, 1900)
- B. fuscomaculella (Ragonot, 1880)
- B. glauconotata Adamski, 2010
- B. gracilis Walsingham, 1897
- B. grenadensis Walsingham, 1897
- B. guilandinae Busck, 1900
- B. helleri Rebel, 1910
- B. homadelpha Meyrick, 1902
- B. huemeri Sinev, 1993
- B. hulstella Dietz, 1910
- B. incuriosa Meyrick, 1916
- B. inderskella Caradja, 1920
- B. indigesta Meyrick, 1931
- B. indirecta Meyrick, 1935
- B. industria Meyrick, 1913
- B. insularis (Wollaston, 1858)
- B. intrepida Meyrick, 1911
- B. irroratella Walsingham, 1891
- B. kenya Adamski, 2010
- B. lacticolella Rebel, 1940 - Witte spaandermot
- B. laurisilvae Sinev & Karsholt, 2004
- B. lavernella Walsingham, 1894
- B. lecaniella Busck, 1913
- B. legrandi Adamski, 1995
- B. leucochyta Turner, 1947
- B. leucogonia Zeller, 1877
- B. leucotoxa Meyrick, 1902
- B. leucozyga Meyrick, 1936
- B. lignea Walsingham, 1894
- B. luteella Sinev & Karsholt, 2004
- B. lutiflua Meyrick, 1922
- B. magna Amsel, 1952
- B. maritimella McDunnough, 1961
- B. marmorosella (Wollaston, 1858)
- B. maroccanella Amsel, 1952
- B. mesomochla Turner, 1947
- B. millicentae Adamski, 2010
- B. mnemosynella Millière, 1875
- B. molinda Meyrick, 1925
- B. monopetali (Walsingham, 1908)
- B. monozona Lower, 1907
- B. mpala Adamski, 2010
- B. neozona (Meyrick, 1918)
- B. nephelias Meyrick, 1902
- B. nephelophaea Meyrick, 1931
- B. nigromaculata (Wollaston, 1858)
- B. obsoletella Krogerus, 1947
- B. ochreopalpella (Wollaston, 1858)
- B. ochrobathra Meyrick, 1921
- B. ochromorpha Meyrick, 1925
- B. pacalis Meyrick, 1922
- B. pallescens Turner, 1947
- B. pentasticta Turner, 1947
- B. phaeopasta Turner, 1947
- B. phycidella (Zeller, 1839) - Grauwe spaandermot
- B. pica (Walsingham, 1894)
- B. plummerella Dietz, 1910
- B. polyphagum (Walsingham, 1908)
- B. ponticella Sinev, 2007
- B. proagorella Zeller, 1877
- B. rebeli Sinev & Karsholt, 2004
- B. roscidella Zeller, 1847
- B. rubiginosella Rebel, 1896
- B. sagitella Dietz, 1910
- B. salebrosella Rebel, 1940
- B. sciota Bradley, 1961
- B. scotia Turner, 1947
- B. segnella Zeller, 1873
- B. semilutea Meyrick, 1916
- B. serradaguae Sinev & Karsholt, 2004
- B. sostra (Walsingham, 1910)
- B. spectabilella Rebel, 1940
- B. spermologa Meyrick, 1916
- B. splendens Sinev & Karsholt, 2004
- B. sprotundalis Park
- B. subdivisus Sinev & Karsholt, 2004
- B. sublineatella Lucas, 1933
- B. subolivacea Walsingham, 1897
- B. suppletella Zeller, 1877
- B. syrmatodes Meyrick, 1922
- B. tabernatella (Legrand, 1966)
- B. tanyptera Turner, 1947
- B. tarda Meyrick, 1902
- B. taricheuta Meyrick, 1909
- B. trachelista Meyrick, 1921
- B. transcripta Meyrick, 1918
- B. triangularis Walsingham, 1897
- B. velutina Walsingham, 1908
- B. villella Busck
- B. virgatella Sinev & Karsholt, 2004
- B. vittata (Wollaston, 1858)
- B. walsinghami Sinev & Karsholt, 2004
- B. wolffi Sinev & Karsholt, 2004
- B. wollastoni Sinev & Karsholt, 2004
- B. xanthographella Rebel, 1939
- B. xylophaga (Walsingham, 1908)
- B. yuccaecolella Dietz, 1910